# Projet Spartan
Pour les articles homonymes, voir Spartan.
 (avril 2011).
Si vous disposez d'ouvrages ou d'articles de référence ou si vous connaissez des sites web de qualité traitant du thème abordé ici, merci de compléter l'article en donnant les références utiles à sa vérifiabilité et en les liant à la section « Notes et références ».
Dans l'univers de Halo, Spartan est la désignation donnée aux membres d'un des projets éponymes. Il existe quatre projets distincts dans le temps et leur méthode, visant à concevoir des soldats aux capacités physiques et mentales exceptionnelles. Le premier projet fut nommé projet ORION et tenu secret, dont le Sergent Johnson et l'adjudant chef Mendez firent partie. Le deuxième, le projet SPARTAN-II, concerna notamment John-117, soit le héros de l'univers. Puis le projet SPARTAN-III, sera simplement évoqué dans Halo : la Chute de Reach ; cependant il prendra toute son importance dans Halo : Ghosts of Onyx, avec l'arrivée de nouveaux personnages issus de ce projet. Enfin le dernier projet, SPARTAN-IV fait son apparition dans Halo 4 mais les informations manquent à ce sujet.

## Étymologie
Le nom vient du mot Spartan (Spartiate en français), afin de correspondre à la réputation légendaire des soldats de Sparte, notamment par rapport au prestige acquis lors de la bataille des Thermopyles.

## Projets

### Projet ORION
Le projet ORION, rétrospectivement appelé SPARTAN-I, fut originellement lancé en 2321 par les services secrets de la Navy (ONI), abandonné au stade de projet, puis relancé et mis en place en 2491 par l'administration militaire coloniale, afin de lutter contre les groupes paramilitaires insurgés contre le gouvernement central. Jamais révélé au public, il se basait sur des soldats volontaires originaires des marines et des forces spéciales, qui subissaient des traitements exclusivement chimiques. Le manque de préparation mentale, induisant du stress post-traumatique ou de la sympathie refoulée pour l'ennemis, ainsi que des effets secondaires liés aux injections, menèrent rapidement le projet à sa perte en 2506.

### Projet SPARTAN-II
Mis en place par Catherine Halsey, docteur au sein de la section scientifique des services secrets, avec l'aval du commandement de l'UNSC, le projet SPARTAN-II fut mis en place en 2517. 150 enfants furent placés en observation, mais à la suite d'une diminution de financement seulement 75 garçons et filles, présélectionnés pour leurs capacités physiques ou mentales sur-développées, ainsi que leur compatibilité génétique aux augmentations (dont le futur John-117), furent capturés et remplacés auprès de leurs familles par des clones. Entrainés par l'Adjudant-chef Mendez sur Reach, les jeunes enfants développèrent leurs capacités selon un axe militaire, comprenant un enseignement du travail de groupe, de la stratégie et des sciences de base, dans un environnement propice à l'endoctrinement. Au cours de l'entraînement, John-117 s'imposa comme le leader des Spartans au cours d'un exercice où il fit preuve d'un esprit d'équipe inébranlable.
À l'âge de 14 ans, ils subirent des modifications de leur organisme visant à renforcer leurs facultés physiques ou mentales. Les principales consistaient à recouvrir leurs os de carbures et de céramique, tripler leur puissance musculaire par injection de protéines, accélérer leur croissance musculaire et osseuse par implants thyroïdien d'un catalyseur hormonal, augmenter leur acuité visuelle et leur vision nocturne par détournement de capillaires sanguins vers la rétine, et tripler leur vitesse de réaction en améliorant la conduction de leurs neurones. Malgré le faible taux d'apparition, les terribles effets secondaires tuèrent ou laissèrent handicapés à vie plusieurs enfants. 33 sujets seulement survécurent aux augmentations. Par la suite, d'autres de ces 33 super-soldats furent tués durant les 27 ans de guerre contre les Covenants, notamment durant la chute de la planète Reach, mais les légendes propagandistes autour de ces soldats, comme le fait qu'ils sont toujours reportés comme disparus et jamais morts, maintenant l'illusion de soldats immortels, participèrent au maintien du moral des troupes. Dans l'après-guerre, moins d'une dizaine étaient encore en vie.
Il est à noter que l'addition de tous les Spartans-II apparus dans les nombreux supports de l'univers Halo donne un total supérieur à 33.

#### Projet MJOLNIR
L'armure MJOLNIR fut créée pour les besoins du projet SPARTAN-II et les recherches à son sujet furent grandement accélérées par la guerre face aux Covenants. Les trois premiers modèles de cette armure, de Mark I à Mark III, furent des prototypes d'exosquelettes vite abandonnés pour raisons pratiques: ils devaient souvent être rechargés et ne pouvaient donc pas être pleinement utiles au combat. Le modèle Mark IV fut achevé en 2525 et donné aux Spartans dans le système Chi Ceti 4 la même année. Mjolnir est à l'origine le nom du célèbre marteau du dieu scandinave Thor.
L'armure Mark IV est constituée de plusieurs couches. La partie externe est constituée d'un alliage et doublée d'un revêtement dispersif permettant de mieux répartir les dégâts dus au plasma Covenant. L'armure possède également une couche de gel régulateur de température et à densité variable. Une combinaison proche de la peau du porteur de l'armure permet d'absorber l'humidité et contient des biodétecteurs capables d'ajuster constamment la température de l'armure. Un ordinateur est intégré à l'armure, et est relié à l'interface neurale (système implanté dans la tête de chaque soldat à son entrée dans l'UNSC et permettant une synergie plus efficace avec les machines et les IA).
La partie interne de l'armure est elle constituée d'un métal réactif dotée de propriétés stupéfiantes: il divise par cinq le temps de réaction et amplifie la force physique. Cependant, cette constitution empêche un autre être humain qu'un Spartan de l'utiliser.
De plus, les armures sont parfaitement étanches et disposent de réserves d'oxygène de 90 minutes, afin de permettre aux Spartans de se déplacer dans une zone dépressurisée ou dans le vide spatial.
L'armure Mark V est celle utilisée par John-117 à la fin de Halo : la Chute de Reach et dans Halo: Combat Evolved et possède deux modifications majeures par rapport à la Mark IV :
- Un bouclier énergétique, basé sur la technologie utilisée par les Covenants entoure l'ensemble de l'armure, et se réduit à quelques millimètres au niveau des pieds et des mains, permettant au Spartan de manipuler des objets sans problème. Le bouclier se recharge automatiquement quelques minutes après avoir été saturé. Cependant, le bouclier ayant été conçu à partir de boucliers Kig-Yar, qui sont ronds et plus petits, l'extension du champ énergétique du bouclier pour recouvrir tout le corps en a globalement réduit la résistance.
- Un polymère de processeur mémoriel a été ajouté, pouvant s'adapter au noyau d'une IA, permettant au Spartan d'insérer le port mémoriel d'une intelligence artificielle de l'UNSC directement dans son interface neurale, ce qui lui permet d'avoir sa présence pratiquement dans son cerveau. L'IA a dès lors accès à ses signes vitaux et peut lui fournir directement des informations sur le terrain. Ce système s'avéra une réussite, notamment par la synergie développée entre le Spartan John-117 et l'IA Cortana depuis leurs premières aventures ensemble dans La Chute de Reach.

Le dernier modèle d'armure modèle est la Mark VI. Hormis les capacités de la Mark V, le bouclier est plus résistant et se recharge plus vite. L'armure est également plus dense.
D'autres modèles d'armure sont présents dans Halo 3, comme le CQB ou le EVA, mais ne font pas partie du projet MJOLNIR.

### Projet SPARTAN-III
Le projet SPARTAN-III fut mené par un concurrent du docteur Halsey au sein des services secrets, James Ackerson, et visait à pallier les défauts du projet SPARTAN-II en créant des soldats plus rapidement, en plus grand nombre et à moindre coût. Entraînés par l'instructeur Mendez, qui avait déjà tenu ce rôle dans le projet SPARTAN-II, et le Spartan-II Kurt-051, les Spartans-III sont des enfants « volontaires » : il s'agissait de leur offrir un moyen de venger leur famille tuée par les Covenants. L'utilisation de méthodes d'augmentations moins strictes dans les paramètres génétiques acceptables permit l'augmentation du nombre de candidat. Ces méthodes étaient également moins coûteuses – et fatalement moins efficaces – ce qui contribua à faire baisser le coût du projet, avec l'utilisation d'armures à camouflage optique SPI au lieu d'armures Mjolnir.
Trois compagnies furent entraînées sur la planète Onyx, un monde classifié par les services secrets. La première fut entièrement décimée lors de sa première opération suicide, et seuls deux membres de la deuxième compagnies sortirent vivant de leur propre opération. Les évènements impliquant les Halos dans la dernière année de guerre contribuèrent à l'annulation du projet, et à la survie des membres de la troisième compagnie.